# توسعه کسب‌وکار
توسعه کسب‌وکار (انگلیسی: Business development) زیرمجموعه‌ای از حوزه‌های کسب‌وکار، تجارت و نظریه سازمانی است، که هدف آن ایجاد ارزش بلند مدت برای یک سازمان، از طریق مشتریان، بازار و ارتباطات فردی می‌باشد و مستلزم فرایندهایی برای توسعه و پیاده‌سازی فرصت‌های رشد در داخل و بین سازمان‌ها است. توسعه کسب‌وکار شامل کلیه برنامه‌ریزی‌ها، استراتژی‌ها، فرایندها و اقداماتی است، که در راستای ایجاد و پیاده‌سازی فرصت‌های رشد یک سازمان لازم می‌باشند. هدف از توسعه کسب‌وکار خلق ارزش بلند مدت و پایدار برای یک کسب‌وکار و مشتریان آن می‌باشد. در عمل مفهوم توسعه کسب‌وکار، کلیه فعالیت‌های راهبردی و عملیاتی، از مرحله شکل‌گیری یک ایده، تا راه اندازی کسب‌وکار جدید، یا گسترش کسب‌وکار موجود و حرکت آن در مسیر موفقیت، درآمدزایی و ارزش‌آفرینی را در بر می‌گیرد.